# Лисица, Иван Павлович
Иван Павлович Лисица (укр. Іван Павлович Лисиця; годы рождения и смерти неизвестны) — государственный, военный и дипломатический деятель Войска Запорожского конца XVII века, брацлавский полковник.
Со временем перешёл из Левобережной на службу гетманам Правобережной Украины.
Выполнял важные дипломатические поручения гетманов Ивана Самойловича и Ивана Мазепы.
Участвовал в двух походах русского войска и запорожских казаков во время русско-турецкой войны 1672—1681 к городу Чигирин.
В ноябре 1685 Иван Лисица вместе с московским послом Никитой Алексеевым ездил к Патриарху Константинопольскому Якову в деле переподчинения Киевской православной митрополии юрисдикции Московской Патриархии. Одновременно Иван Лисица вёл переговоры с султаном относительно возвращения на родину пленных казаков.
В 1687 принимал участие в свержении гетмана Самойловича. Подписал Коломакские статьи, после чего сблизился с Иваном Мазепой, передав ему скрытые сокровища Ивана Самойловича.
20 июля 1689 отправляясь в Москву, гетман отправил в полки с И. Лисицей универсал, в котором призвал казаков и простонародье во время его отсутствия сохранять спокойствие. В феврале 1690 Мазепа отправил Ивана Лисицу в Москву по делу Соломона с письмом от Иосифа Шумлянского. В конце июня 1694 гетман поручал ему возглавить запорожское посольство к Петру I по случаю дня рождения царя. В проездных документах он значился как полковник.
Во время военных походов второй половины 1690-х годов, вероятно, умер или погиб.